# Marcello Mihalich
Marcello Mihalich ou Mihalić (né le 12 mars 1907 à Fiume en Autriche-Hongrie (aujourd'hui en Croatie) et mort le 27 octobre 1996 à Turin en Italie) est un joueur et entraîneur de football italien.
Étant un des meilleurs joueurs fiumanesi de l'histoire, son nom a été adapté à l'italien, avec l'ajout du h final, selon l'usage de l'époque. Il était également surnommé à Fiume Manzelin.
Il était connu pour la qualité de ses dribbles et de ses feintes, et était doté d'une grande vitesse et d'une bonne précision de tir.

## Biographie

### Joueur de club
Il remporte le championnat d'Italie en 1934 avec la Juventus.

### Joueur en sélection
Il reçoit une sélection en équipe d'Italie au cours de l'année 1929. Durant ce match, il inscrit deux buts.

## Palmarès
Juventus
- Championnat d'Italie (1) :
  - Champion : 1933-34.